# 罗伯特·拉斐洛维奇·法尔克
罗伯特·拉斐洛维奇·法尔克（俄语：Ро́берт Рафаи́лович Фа́льк，1886年10月15日（27日）—1958年10月1日），犹太裔，是苏联的画家，作品以风景画、静物画、肖像画为主。